# Fevzi Kaynak
Fevzi Kaynak (ur. 10 kwietnia 1963) – turecki zapaśnik walczący w stylu wolnym. Zajął siódme miejsce na mistrzostwach Europy w 1994. Złoty medalista igrzysk śródziemnomorskich w 1993 roku.